# & kitchen
& kitchen（アンドキッチン）は、茨城県ひたちなか市のファッションクルーズニューポートひたちなか内にかつて存在したフードコート。運営会社は、株式会社ラプラース。

## 概要
「& kitchen（アンドキッチン）」は、レストランを全国展開させている花田勝（現：花田虎上）が初めてプロデュースをしたフードコート。名称の由来は、「"ファミリー&kitchen"や"恋人&kitchen"など"&"の前に入る言葉は見る人次第で、無限の可能性を秘めたレストランでありたい」と願い名付けられた。
最大の特徴は、一般的なフードコートと違い既存チェーン店舗の寄せ集めではなく、価格帯は高めに設定されているが自ら業態開発を行った8つのカテゴリーショップから成ること。中でもメインの「ちゃんこうどん」は、今までに無いちゃんこ鍋とうどんを組み合わせた本フードコートだけのオリジナル。またカリフォルニアをイメージした内装は、今までのフードコートの常識を覆す6mもの天井高を持つ、開放感溢れる空間となっており、業界関係者も視察に訪れている。
& kitchenは対象をファミリーとしている事もあり、ファミリーゾーンには、小さい子供と同じ目線で食事が出来る様配慮された低いテーブルが用意されている。
2012年10月にフードコートはリニューアルされ、下記の店舗は全て閉店。「& kitchen」の名称も廃され「フードコート」と称するようになった。跡地にはリンガーハットやペッパーランチなどといったチェーン店が出店している。

## & kitchen の主な店舗
- ちゃんこうどん
- カレー屋さん
- まぐろ丼
- YAMCHA 拉麺・点心・中国茶
- 常陸の郷　十割そば
- BOWL FOOD
- Pasta & Pizza
- SWEETSWEETS

## その他
- プロデューサーである花田勝は、時々このフードコートに来店する。入口左手の柱部分には、オープン時に花田氏自らが書いたサインがそのまま残っていた。